# Календуловые
Календуловые — триба двудольных растений подсемейства Астровые семейства Астровые.

## Роды
- Calendula L. — Календула typus
- Chrysanthemoides Fabr.
- Dimorphotheca Moench — Диморфотека
- Garuleum Cass.
- Gibbaria Cass.
- Inuloides B.Nord.
- Monoculus B.Nord.
- Nephrotheca B.Nord. & Källersjö
- Norlindhia B.Nord.
- Oligocarpus Less.
- Osteospermum L. — Остеоспермум
- Tripteris Less.